# Delta North (circonscription britanno-colombienne)
Pour les articles homonymes, voir Delta (homonymie).
Circonscription électorale provinciale du Canada
Delta North est une circonscription provinciale de la Colombie-Britannique représentée à l'Assemblée législative de la Colombie-Britannique depuis 1991.

## Géographie
En 2020, la circonscription représente une partie de la ville de Delta incluant l'île Annacis dans le district régional du Grand Vancouver.

## Liste des députés
| Législature                                | Années                                     | Député                                     | Député                                     | Parti                                      |
| Delta North Circonscription issue de Delta | Delta North Circonscription issue de Delta | Delta North Circonscription issue de Delta | Delta North Circonscription issue de Delta | Delta North Circonscription issue de Delta |
| ------------------------------------------ | ------------------------------------------ | ------------------------------------------ | ------------------------------------------ | ------------------------------------------ |
| 35e                                        | 1991–1996                                  |                                            | Norm Lortie (en)                           | Néo-démocrate                              |
| 36e                                        | 1996–2001                                  |                                            | Reni Nasi (en)                             | Libéral                                    |
| 37e                                        | 2001–2005                                  |                                            | Reni Nasi (en)                             | Libéral                                    |
| 38e                                        | 2005–2009                                  |                                            | Guy Gentner                                | Néo-démocrate                              |
| 39e                                        | 2009–2013                                  |                                            | Guy Gentner                                | Néo-démocrate                              |
| 40e                                        | 2013–2017                                  |                                            | Scott Hamilton (en)                        | Libérale                                   |
| 41e                                        | 2017–2020                                  |                                            | Ravi Kahlon (en)                           | Néo-démocrate                              |
| 42e                                        | 2020–2024                                  |                                            | Ravi Kahlon (en)                           | Néo-démocrate                              |
| 43e                                        | 2024–en cours                              |                                            | Ravi Kahlon (en)                           | Néo-démocrate                              |